# Njivak
Njivak (en serbe cyrillique : Њивак) est un village de Bosnie-Herzégovine. Il est situé dans la municipalité de Pelagićevo et dans la république serbe de Bosnie. Selon les premiers résultats du recensement bosnien de 2013, il compte 107 habitants.

## Histoire
Après la guerre de Bosnie-Herzégovine et à la suite des accords de Dayton, le village, qui faisait partie de la municipalité de Gradačac, a été rattaché à la municipalité de Pelagićevo, intégrée à la république serbe de Bosnie.

## Démographie

### Répartition de la population par nationalités (1991)
En 1991, le village comptait 388 habitants, répartis de la manière suivante :